# Diego Alende
Diego Alende López (Santiago di Compostela, 25 agosto 1997) è un calciatore spagnolo, difensore dell'FC Andorra.

## Carriera
Cresciuto nel settore giovanile del Celta Vigo, debutta in prima squadra il 5 dicembre 2015 in occasione dell'incontro di Primera División pareggiato 1-1 contro il Real Betis.
Utilizzato principalmente con la squadra riserve, nel giugno 2019 rimane svincolato ed il 4 luglio seguente viene tesserato dal Real Valladolid che lo aggrega alla propria squadra B; gioca 26 presenze in Segunda División B nel corso della stagione 2019-2020, riuscendo anche a debuttare in prima squadra in un match di Coppa del Re.
Il 20 agosto 2020 passa in prestito al Lugo in seconda divisione; al termine della stagione disputata da titolare con 30 presenze all'attivo, rinnova il proprio contratto con i Blanquivioletas fino al 2023 e viene nuovamente prestato al club biancorosso anche nella stagione 2021-2022.

## Statistiche
Statistiche aggiornate al 19 gennaio 2022.

### Presenze e reti nei club
| Stagione        | Squadra           | Campionato      | Campionato | Campionato | Coppe nazionali | Coppe nazionali | Coppe nazionali | Coppe continentali | Coppe continentali | Coppe continentali | Altre coppe | Altre coppe | Altre coppe | Totale | Totale | Totale |
| Stagione        | Squadra           | Comp            | Pres       | Reti       | Comp            | Pres            | Reti            | Comp               | Pres               | Reti               | Comp        | Pres        | Reti        | Pres   | Reti   |        |
| --------------- | ----------------- | --------------- | ---------- | ---------- | --------------- | --------------- | --------------- | ------------------ | ------------------ | ------------------ | ----------- | ----------- | ----------- | ------ | ------ | ------ |
| 2015-2016       | Celta Vigo        | PD              | 1          | 0          | CR              | 2               | 0               |                    | -                  | -                  |             | -           | -           | 3      | 0      |        |
| 2015-2016       | Celta Vigo B      | SDB             | 15         | 0          |                 | -               | -               |                    | -                  | -                  |             | -           | -           | 15     | 0      |        |
| 2016-2017       | Celta Vigo B      | SDB             | 36         | 0          |                 | -               | -               |                    | -                  | -                  |             | -           | -           | 36     | 0      |        |
| 2017-2018       | Celta Vigo B      | SDB             | 32         | 0          |                 | -               | -               |                    | -                  | -                  |             | -           | -           | 32     | 0      |        |
| 2018-2019       | Celta Vigo B      | SDB             | 36         | 2          |                 | -               | -               |                    | -                  | -                  |             | -           | -           | 36     | 2      |        |
| 2019-2020       | Real Valladolid   | PD              | 0          | 0          | CR              | 1               | 0               |                    | -                  | -                  |             | -           | -           | 1      | 0      |        |
| 2019-2020       | Real Valladolid B | SDB             | 26         | 1          |                 | -               | -               |                    | -                  | -                  |             | -           | -           | 26     | 1      |        |
| 2020-2021       | Lugo              | SD              | 30         | 0          | CR              | 0               | 0               |                    | -                  | -                  |             | -           | -           | 30     | 0      |        |
| 2021-2022       | Lugo              | SD              | 19         | 0          | CR              | 0               | 0               |                    | -                  | -                  |             | -           | -           | 19     | 0      |        |
| Totale carriera | Totale carriera   | Totale carriera | 195        | 3          |                 | 3               | 0               |                    | -                  | -                  |             | -           | -           | 198    | 3      |        |